# Takano Koji
Koji Takano (sinh ngày 23 tháng 12 năm 1992) là một cầu thủ bóng đá người Nhật Bản.

## Sự nghiệp câu lạc bộ
Koji Takano đã từng chơi cho Tokyo Verdy, Giravanz Kitakyushu, FC Machida Zelvia, Azul Claro Numazu và Kagoshima United FC.